# Villa Amalia (Napoli)
Villa Amalia è una delle ville monumentali di Napoli ubicata nel quartiere di Barra e facente parte del circuito monumentale delle ville del Miglio d'oro.
La villa fu eretta già nel XVII secolo con funzione di dimora rustica. Ulteriori aggiunte furono eseguite tra la fine del Seicento e il XVIII secolo.
L'edificio presenta un impianto planimetrico ad L ed è caratterizzato dalla lunga facciata partita da una cornice marcapiano. Al centro è presente un portale in pietra lavica a tutto sesto ed incorniciato da lesene che sormontano un timpano a sesti spezzati interrotto dal balcone centrale. Il corpo scala affaccia sia sulla strada che nel cortile e nella parte superiore funge da belvedere.
La parte che affaccia sulla campagna conserva ancora tracce di strutture a carattere agricolo.